# Le Pavillon-Sainte-Julie
Le Pavillon-Sainte-Julie – miejscowość i gmina we Francji, w regionie Grand Est, w departamencie Aube.
Według danych na rok 1990 gminę zamieszkiwało 221 osób, a gęstość zaludnienia wynosiła 10 osób/km².